# Eleição municipal de Santarém em 2024
A eleição municipal da cidade de Santarém em 2024 ocorreu nos dias 6 de outubro (primeiro turno) e 27 de outubro (segundo turno), e tem como objetivo eleger um prefeito, um vice-prefeito, e 23 vereadores responsáveis pela administração da cidade, que terá seu início em 1° de janeiro de 2025, e terá seu término em 31 de dezembro de 2028. O prefeito titular é Nélio Aguiar (UNIÃO), eleito para o segundo mandato em 2020. Pela legislação eleitoral, como prefeito com dois mandatos consecutivos, Nélio Aguiar está inapto para disputar o pleito.

## Contexto

### Eleição anterior
Nélio Aguiar, à época filiado ao Democratas (DEM), foi reeleito prefeito de Santarém em uma disputa inédita no segundo turno contra a ex-prefeita da cidade, Maria do Carmo, do Partido dos Trabalhadores (PT). Nélio teve 92.732 votos (59,22%), contra 63.869 votos (40,78%) de Maria. Aguiar teve o apoio expressivo do governador Helder Barbalho (MDB).

### Eleições gerais de 2022
Nas eleições para governador, Helder Barbalho (MDB) foi reeleito em primeiro turno obtendo 116.636 votos (65,09%), contra 58.600 votos (32,70%) de Zequinha Marinho (PL) em Santarém. Os outros candidatos somaram 3.952 votos (2,21%) na cidade.
Já no primeiro turno das eleições presidenciais, Jair Bolsonaro (PL) obteve 92.736 votos (49,40%) contra 78.380 votos (41,75%) de Luiz Inácio Lula da Silva (PT) no município. Outros candidatos somaram 16.627 votos (8,85%). No segundo turno, Bolsonaro obteve 102.608 votos (55,57%) e Lula obteve 82.030 votos (44,43%) na região.

## Calendário eleitoral
| Início        | Fim           | Atividades | Status    |
| ------------- | ------------- | --- | --------- |
| 7 de março    | 5 de abril    | Janela partidária para vereadores trocarem de partido visando concorrer às eleições sem perder o mandato. | Realizado |
| 6 de abril    | 6 de abril    | Data-limite para todas as legendas e federações partidárias obterem o registro dos estatutos no TSE e para todos os candidatos terem domicílio eleitoral na circunscrição em que desejam disputar as eleições com a filiação deferida pelo partido. | Realizado |
| 15 de maio    | 15 de maio    | Início da campanha de arrecadação prévia de recursos na modalidade de financiamento coletivo para pré-candidatos, sem realização de pedidos de voto e obedecendo a regras relativas à propaganda eleitoral na Internet.                             | Realizado |
| 20 de julho   | 5 de agosto   | Realização de convenções partidárias para deliberar sobre coligações e escolher candidatos às prefeituras e aos cargos de vereador. Os partidos têm até 15 de agosto para registrar os nomes na Justiça Eleitoral.                                  | Realizado |
| 16 de agosto  | 16 de agosto  | Início das campanhas eleitorais de forma igualitária, podendo qualquer publicidade ou manifestação com pedido explícito de voto antes da data ser considerada irregular e multada.                                                                  | Realizado |
| 30 de agosto  | 3 de outubro  | Veiculação da propaganda eleitoral gratuita no rádio e na televisão. | Realizado |
| 6 de outubro  | 6 de outubro  | Realização do primeiro turno das eleições municipais. | Realizado |
| 11 de outubro | 25 de outubro | Veiculação da propaganda eleitoral gratuita no rádio e na televisão para o segundo turno. | Realizado |
| 27 de outubro | 27 de outubro | Realização de um eventual segundo turno nas cidades com mais de 200 mil eleitores em que o candidato a prefeito mais votado não tenha atingido a metade mais um dos votos válidos.                                                                  | Realizado |

## Candidatos à prefeitura
| Nº | Prefeito(a)  | Prefeito(a)                               | Prefeito(a)              | Prefeito(a) | Vice Prefeito(a) | Vice Prefeito(a) | Vice Prefeito(a)  | Vice Prefeito(a)         | Vice Prefeito(a)                   | Coligação Partido(s)                                                                                        | Tempo do horário eleitoral | Referências                 |
| Nº | Candidato(a) | Candidato(a)                              | Partido Federação        | Cargos relevantes | Candidato(a)     | Candidato(a)     | Candidato(a)      | Partido Federação        | Cargos relevantes                  | Coligação Partido(s)                                                                                        | Tempo do horário eleitoral | Referências                 |
| -- | ------------ | ----------------------------------------- | ------------------------ | --- | ---------------- | ---------------- | ----------------- | ------------------------ | ---------------------------------- | --- | -------------------------- | --------------------------- |
| 15 |              | José Maria Tapajós                        | MDB                      | - Secretário Regional de Governo do Baixo Amazonas (2023–2024) - Deputado estadual (2021–2023) - Vice-prefeito de Santarém (2017–2021) - Presidente da Câmara Municipal de Santarém (2007–2013) - Vereador de Santarém (1999–2013) |                  |                  | Carlos Martins    | PT FE Brasil             | - Vereador de Santarém (2023–2025) | Juntos por Santarém MDB, FE Brasil (PT, PCdoB e PV), UNIÃO, PP, Republicanos, PSD, PSB, PODE, PDT, PRD e DC | 6 minutos e 20 segundos    | [ 9 ] [ 10 ] [ 11 ]         |
| 22 |              | Juscelino Kubitschek Campos (JK do Povão) | PL                       | - Vereador de Santarém (2021–2025) |                  |                  | Priscilla Noimann | Avante                   | - Contadora - Agropecuarista       | O povo está de volta PL e Avante                                                                            | 2 minutos e 15 segundos    | [ 12 ] [ 13 ] [ 14 ] [ 15 ] |
| 45 |              | Hugo Diniz                                | PSDB Fed. PSDB Cidadania | - Professor |                  |                  | Josiane Silva     | PSDB Fed. PSDB Cidadania | - Empreendedora                    | Sem coligação                                                                                               | 33 segundos                | [ 16 ] [ 17 ]               |
| 50 |              | Izabel Sales                              | PSOL Fed. PSOL REDE      | - Professora |                  |                  | Mário Figueira    | REDE Fed. PSOL REDE      | - Dentista                         | Sem coligação                                                                                               | 28 segundos                | [ 18 ] [ 19 ]               |
| 77 |              | Jardel Guimarães                          | Solidariedade            | - Vereador de Santarém (2017–2020) |                  |                  | Valdir Matias Jr. | Solidariedade            | - Economista                       | Sem coligação                                                                                               | 20 segundos                | [ 20 ] [ 21 ]               |

### Desistências
- Feliciano Braga (NOVO): Apesar do partido ter lançado a pré-candidatura de Braga à prefeitura em abril, o NOVO decidiu disputar apenas as eleições para vereador, segundo a ata de convenção municipal do dia 3 de agosto de 2024.[22]
- João Batista (PL): Optou por desistir da candidatura à prefeitura, passando a disputar o cargo de vereador, trocando também o PRTB pelo PL.[23]
- Maria do Carmo (PT): Desistiu em favor do apoio do partido e da Federação Brasil da Esperança à José Maria Tapajós (MDB), indicando o vereador Carlos Martins como vice.[24]

## Apoios no segundo turno
| José Maria | José Maria                                                                                |
| ---------- | ----------------------------------------------------------------------------------------- |
| Partidos   | PSDB                                                                                      |
| Partidos   | Cidadania                                                                                 |
| Partidos   | Solidariedade                                                                             |
| Políticos  | Helder Barbalho, governador do Pará                                                       |
| Políticos  | Hugo Diniz, professor e terceiro colocado na disputa no 1.° turno                         |
| Políticos  | Jardel Guimarães, delegado e quinto colocado na disputa no 1.° turno                      |
| Políticos  | Valdir Mathias Jr. economista e ex-candidato a vice-prefeito na chapa de Jardel Guimarães |

| Juscelino | Juscelino                                        |
| --------- | ------------------------------------------------ |
| Políticos | Daniel Santos, prefeito reeleito de Ananindeua   |
| Políticos | Delegado Fonseca, prefeito reeleito de Oriximiná |
| Políticos | Aurélio Goiano, prefeito eleito de Parauapebas   |
| Políticos | Toni Cunha, prefeito eleito de Marabá            |
| Políticos | Jair Bolsonaro, ex-presidente do Brasil          |
| Políticos | Nikolas Ferreira, deputado federal               |

## Debates
Primeiro turno

De acordo com as regras eleitorais, as emissoras só poderão convocar para o debate os candidatos que obtiverem a concordância de pelo menos dois terços de candidatas e candidatos, no caso de eleição majoritária (cargo de prefeito), e de pelo menos dois terços dos partidos ou das federações com candidatas e candidatos, no caso de eleição proporcional (cargo de vereador). Caso não seja possível um acordo, as emissoras de rádio e televisão podem apresentar debates em conjunto para o cargo de prefeito, estando presentes todas as candidatas e todos os candidatos, ou em grupos, com a presença de, no mínimo, três pessoas.
| Data          | Organizador(es)             | Mediação         | José Maria (MDB) | Juscelino Kubitschek (PL) | Jardel Guimarães (Solidariedade) | Hugo Alex (PSDB) | Izabel Sales (PSOL) | Ref.   |
| ------------- | --------------------------- | ---------------- | ---------------- | ------------------------- | -------------------------------- | ---------------- | ------------------- | ------ |
| 03 de outubro | TV Tapajós, G1 Pará e 94 FM | Cláudia Bontempo | Presente         | Presente                  | Presente                         | Presente         | Presente            | [ 28 ] |

Segundo turno
| Data          | Organizador(es)             | Mediação         | José Maria (MDB) | Juscelino Kubitschek (PL) | Ref.   |
| ------------- | --------------------------- | ---------------- | ---------------- | ------------------------- | ------ |
| 25 de outubro | TV Tapajós, G1 Pará e 94 FM | Cláudia Bontempo | Presente         | Presente                  | [ 28 ] |

## Candidatos à vereança
A regra eleitoral permite que um Partido ou Federação indique uma chapa que contenha, no máximo, 100% das vagas em disputa mais 1. No caso de Santarém, o número máximo de candidaturas é de 25.
A tabela a seguir apresenta o número de candidaturas em cada Partido e Federação, estando agrupados a partir de coligações na disputa do poder executivo. Lembre-se que a coligação em eleições proporcionais não existe mais no Brasil, sendo demonstrada a coligação majoritária apenas a título de visualização agrupada.
| Coligação ao executivo                              | Partido ou federação | Partido ou federação | Candidatos | Candidatos | Candidatos | Candidatos |
| --------------------------------------------------- | -------------------- | -------------------- | ---------- | ---------- | ---------- | ---------- |
| Juntos por Santarém (239 candidatos)                |                      |                      |            |            |            |            |
|                                                     | UNIÃO                | 25                   | 25         | 25         | 25         |            |
|                                                     | DC                   | 25                   | 25         | 25         | 25         |            |
|                                                     | MDB                  | 24                   | 24         | 24         | 24         |            |
|                                                     | FE Brasil            | 24                   |            | PT         | 13         |            |
|                                                     | FE Brasil            | 24                   | PCdoB      | 3          |            |            |
|                                                     | FE Brasil            | 24                   | PV         | 8          |            |            |
|                                                     | Republicanos         | 24                   | 24         | 24         | 24         |            |
|                                                     | PP                   | 24                   | 24         | 24         | 24         |            |
|                                                     | PRD                  | 24                   | 24         | 24         | 24         |            |
|                                                     | PSB                  | 24                   | 24         | 24         | 24         |            |
|                                                     | PDT                  | 24                   | 24         | 24         | 24         |            |
|                                                     | PODE                 | 21                   | 21         | 21         | 21         |            |
| O povo está de volta (46 candidatos)                |                      |                      |            |            |            |            |
|                                                     | PL                   | 24                   | 24         | 24         | 24         |            |
|                                                     | Avante               | 22                   | 22         | 22         | 22         |            |
| Partidos e federações não coligadas (48 candidatos) |                      |                      |            |            |            |            |
|                                                     | Solidariedade        | 22                   | 22         | 22         | 22         |            |
|                                                     | PSOL-REDE            | 13                   |            | PSOL       | 10         |            |
|                                                     | PSOL-REDE            | 13                   | REDE       | 3          |            |            |
|                                                     | PSDB-Cidadania       | 7                    |            | PSDB       | 4          |            |
|                                                     | PSDB-Cidadania       | 7                    | Cidadania  | 3          |            |            |
|                                                     | NOVO                 | 6                    | 6          | 6          | 6          |            |
| Total                                               | Total                | Total                | 333        | 333        | 333        | 333        |

## Pesquisas eleitorais
As pesquisas buscam analisar como seria o resultado da eleição se ela ocorresse no dia em que os dados dos entrevistados foram coletados, não tendo como objetivo pela porcentagem de confiança, prever o resultado final da eleição.

### Segundo turno
| Fonte              | Data(s) conduzidas | Amostragem | JK PL | Tapajós MDB    | Abst. Indec. | Vantagem | Ref.   |     |     |     |   |    |        |
| ------------------ | ------------------ | ---------- | ----- | -------------- | ------------ | -------- | ------ | --- | --- | --- | - | -- | ------ |
| Fonte              | Data(s) conduzidas | Amostragem | Doxa  | 21-25/Out/2024 | Abst. Indec. | Vantagem | Ref.   | 500 | 51% | 49% | – | 2% | [ 31 ] |
| 44.7%              | 42.9%              | 12.4%      | Doxa  | 21-25/Out/2024 | 1.8%         |          |        | 500 |     |     |   |    | [ 31 ] |
| Destak             | 21-23/Out/2024     | 800        | 55.6% | 44.4%          | –            | 11.6%    | [ 32 ] |     |     |     |   |    |        |
| Destak             | 21-23/Out/2024     | 800        | 39.3% | 49.5%          | 11.2%        | 10.2%    | [ 32 ] |     |     |     |   |    |        |
| Destak             | 21-23/Out/2024     | 800        | 40%   | 50%            | 10%          | 10%      | [ 32 ] |     |     |     |   |    |        |
| Paraná Pesquisas   | 18-21/Out/2024     | 760        | 48.3% | 42%            | 9.7%         | 6.3%     | [ 33 ] |     |     |     |   |    |        |
| Paraná Pesquisas   | 18-21/Out/2024     | 760        | 36.3% | 31.7%          | 32%          | 4.6%     | [ 33 ] |     |     |     |   |    |        |
| Real Time Big Data | 18-19/Out/2024     | 1.000      | 46%   | 54%            | –            | 8%       | [ 34 ] |     |     |     |   |    |        |
| Real Time Big Data | 18-19/Out/2024     | 1.000      | 44%   | 52%            | 4%           | 8%       | [ 34 ] |     |     |     |   |    |        |
| Destak             | 15-18/Out/2024     | 980        | 42%   | 58%            | –            | 16%      | [ 35 ] |     |     |     |   |    |        |
| Destak             | 15-18/Out/2024     | 980        | 38%   | 52%            | 10%          | 14%      | [ 35 ] |     |     |     |   |    |        |
| Doxa               | 14-19/Out/2024     | 500        | 57%   | 43%            | –            | 14%      | [ 36 ] |     |     |     |   |    |        |
| Doxa               | 14-19/Out/2024     | 500        | 52.3% | 39.5%          | 4.2%         | 12.8%    | [ 36 ] |     |     |     |   |    |        |
| Veritá             | 12-17/Out/2024     | 800        | 49.2% | 50.8%          | 7%           | 1.6%     | [ 37 ] |     |     |     |   |    |        |
| Veritá             | 12-17/Out/2024     | 800        | 49.7% | 50.3%          | 16.6%        | 0.6%     | [ 37 ] |     |     |     |   |    |        |

### Primeiro turno
| Fonte       | Data(s) conduzidas | Amostragem  | JK PL | Tapajós MDB | Guimarães Solidariedade                                                                                        | Sales PSOL | Diniz PSDB | Outros | Abst. Indec.                                                                                                   | Vantagem | Ref. |    |    |      |   |   |       |        |
| ----------- | ------------------ | ----------- | --- | --- | --- | --- | --- | --- | --- | --- | --- | -- | -- | ---- | - | - | ----- | ------ |
| Fonte       | Data(s) conduzidas | Amostragem  | Doxa | 27/Set-2/Out/2024                                                                                              | 600 | 51.4% | 40.3% | Outros | Abst. Indec.                                                                                                   | Vantagem | Ref. | 5% | 1% | 2,3% | – | – | 11.1% | [ 38 ] |
| 47.7%       | 37.4%              | 4.7%        | Doxa | 27/Set-2/Out/2024                                                                                              | 600 | 1% | 2,1% | – | 7.2% | 10.3% | |    |    |      |   |   |       | [ 38 ] |
| Destak      | 21-23/Set/2024     | 1.100       | 37% | 53% | 6% | 1% | 3% | – | – | 16% | [ 39 ] |    |    |      |   |   |       |        |
| Destak      | 21-23/Set/2024     | 1.100       | 30% | 45% | 7% | 1% | 3% | – | 14% | 15% | [ 39 ] |    |    |      |   |   |       |        |
| Destak      | 21-23/Set/2024     | 1.100       | 26.9% | 41.3% | 6.5% | 1.1% | 1.9% | – | 22.1% | 14.4% | [ 39 ] |    |    |      |   |   |       |        |
| Destak      | 13-15/Set/2024     | 1.000       | 36.8% | 53.3% | 6.8% | 0.7% | 2.4% | – | – | 16.5% | [ 40 ] |    |    |      |   |   |       |        |
| Destak      | 13-15/Set/2024     | 1.000       | 29% | 42% | 5% | 1% | 2% | – | 21% | 13% | [ 40 ] |    |    |      |   |   |       |        |
| Destak      | 13-15/Set/2024     | 1.000       | 25.4% | 36.8% | 1.5% | 0.3% | 0.8% | – | 35.2% | 11.4% | [ 40 ] |    |    |      |   |   |       |        |
| Doxa        | 9-13/Set/2024      | 800         | 44.3% | 36.2% | 8% | 1% | 2.2% | – | 8.3% | 8.1% | [ 41 ] |    |    |      |   |   |       |        |
| Doxa        | 9-13/Set/2024      | 800         | 32.6% | 27.2% | 0.4% | 0.4% | 0.8% | – | 38.6% | 5.4% | [ 41 ] |    |    |      |   |   |       |        |
| Opinião     | 29-30/Ago/2024     | 500         | 32.6% | 34.8% | 10.2% | 2.8% | 2.6% | – | 17% | 2.2% | [ 42 ] |    |    |      |   |   |       |        |
| Doxa        | 17-20/Ago/2024     | 500         | 51.8% | 34.1% | 12% | 1.7% | 0.5% | – | – | 17.7% | [ 43 ] |    |    |      |   |   |       |        |
| Doxa        | 17-20/Ago/2024     | 500         | 43.7% | 28.8% | 10.1% | 1.4% | 0.4% | – | 15.6% | 14.9% | [ 43 ] |    |    |      |   |   |       |        |
| Opinião     | 19-22/Jul/2024     | 600         | 32% | 35.5% | 11% | 2.8% | 2.8% | 0.2% | 15.9% | 3.5% | [ 44 ] |    |    |      |   |   |       |        |
| Opinião     | 19-22/Jul/2024     | 600         | 38.3% | 39.2% | – | 4.1% | 3.2% | 0.7% | 14.5% | 0.9% | [ 44 ] |    |    |      |   |   |       |        |
| Destak      | 16-19/Jul/2024     | 765         | 45.2% | 42% | 9.8% | 0.4% | 2.1% | 0.5% | – | 3.2% | [ 45 ] |    |    |      |   |   |       |        |
| Destak      | 16-19/Jul/2024     | 765         | 38.8% | 36% | 8.4% | 0.3% | 1.8% | 0.5% | 14.2% | 2.8% | [ 45 ] |    |    |      |   |   |       |        |
| Destak      | 16-19/Jul/2024     | 765         | 39.1% | 35.3% | 9.2% | 0.3% | 1.7% | 0.5% | 13.9% | 3.8% | [ 45 ] |    |    |      |   |   |       |        |
| Destak      | 16-19/Jul/2024     | 765         | 39% | 36% | 10% | – | – | – | 15% | 3% | [ 45 ] |    |    |      |   |   |       |        |
| Doxa        | 04-07/Jul/2024     | 400         | 53.7% | 30.1% | 7.8% | 3.3% | 3.3% | 1.8% | – | 23.6% | [ 46 ] |    |    |      |   |   |       |        |
| Doxa        | 04-07/Jul/2024     | 400         | 44% | 24.7% | 6.4% | 2.7% | 2.7% | 1.5% | 18.1% | 19.3% | [ 46 ] |    |    |      |   |   |       |        |
| Destak      | 18-21/Jun/2024     | 621         | 40.6% | 37.2% | 7% | 0.5% | 0.2% | 0.2% | 12.7% | 3.4% | [ 47 ] |    |    |      |   |   |       |        |
| Destak      | 15-18/Abr/2024     | 688         | 38% | 32% | 6% | – | 1% | 13% | 10% | 6% | [ 48 ] |    |    |      |   |   |       |        |
| Destak      | 15-18/Abr/2024     | 688         | 41% | 37% | 9% | – | 1% | – | 12% | 4% | [ 48 ] |    |    |      |   |   |       |        |
| Destak      | 15-18/Abr/2024     | 688         | 41% | 37% | 9% | – | 0% | – | 13% | 4% | [ 48 ] |    |    |      |   |   |       |        |
| 15/Abr/2024 | 15/Abr/2024        | 15/Abr/2024 | Maria do Carmo (PT) desiste da pré-candidatura à Prefeitura.                                                   | Maria do Carmo (PT) desiste da pré-candidatura à Prefeitura.                                                   | Maria do Carmo (PT) desiste da pré-candidatura à Prefeitura.                                                   | Maria do Carmo (PT) desiste da pré-candidatura à Prefeitura.                                                   | Maria do Carmo (PT) desiste da pré-candidatura à Prefeitura.                                                   | Maria do Carmo (PT) desiste da pré-candidatura à Prefeitura.                                                   | Maria do Carmo (PT) desiste da pré-candidatura à Prefeitura.                                                   | Maria do Carmo (PT) desiste da pré-candidatura à Prefeitura.                                                   | Maria do Carmo (PT) desiste da pré-candidatura à Prefeitura.                                                   |    |    |      |   |   |       |        |
| 27/Mar/2024 | 27/Mar/2024        | 27/Mar/2024 | JK do Povão deixa o Partido da Social Democracia Brasileira (PSDB) e anuncia filiação ao Partido Liberal (PL). | JK do Povão deixa o Partido da Social Democracia Brasileira (PSDB) e anuncia filiação ao Partido Liberal (PL). | JK do Povão deixa o Partido da Social Democracia Brasileira (PSDB) e anuncia filiação ao Partido Liberal (PL). | JK do Povão deixa o Partido da Social Democracia Brasileira (PSDB) e anuncia filiação ao Partido Liberal (PL). | JK do Povão deixa o Partido da Social Democracia Brasileira (PSDB) e anuncia filiação ao Partido Liberal (PL). | JK do Povão deixa o Partido da Social Democracia Brasileira (PSDB) e anuncia filiação ao Partido Liberal (PL). | JK do Povão deixa o Partido da Social Democracia Brasileira (PSDB) e anuncia filiação ao Partido Liberal (PL). | JK do Povão deixa o Partido da Social Democracia Brasileira (PSDB) e anuncia filiação ao Partido Liberal (PL). | JK do Povão deixa o Partido da Social Democracia Brasileira (PSDB) e anuncia filiação ao Partido Liberal (PL). |    |    |      |   |   |       |        |
| Fonte       | Data(s) conduzidas | Amostragem  | Carmo PT | JK PSDB | Tapajós MDB | Massamix PODE                                                                                                  | Diniz PSDB | Outros | Abst. Indec.                                                                                                   | Vantagem | Ref. |    |    |      |   |   |       |        |
| Fonte       | Data(s) conduzidas | Amostragem  | | | | | | Outros | Abst. Indec.                                                                                                   | Vantagem | Ref. |    |    |      |   |   |       |        |
| Doxa        | 10-14/Mar/2024     | 621         | 25.2% | 34.7% | 18.8% | 3.4% | 1.4% | 3.1% | 13.8% | 9.5% | [ 49 ] |    |    |      |   |   |       |        |
| Doxa        | 10-14/Mar/2024     | 621         | – | 40.2% | 21.5% | 4% | 1.7% | 7.9% | 26.5% | 18.7% | [ 49 ] |    |    |      |   |   |       |        |
| 19/Jan/2024 | 19/Jan/2024        | 19/Jan/2024 | José Maria Tapajós deixa o Progressistas (PP) e anuncia filiação ao Movimento Democrático Brasileiro (MDB).    | José Maria Tapajós deixa o Progressistas (PP) e anuncia filiação ao Movimento Democrático Brasileiro (MDB).    | José Maria Tapajós deixa o Progressistas (PP) e anuncia filiação ao Movimento Democrático Brasileiro (MDB).    | José Maria Tapajós deixa o Progressistas (PP) e anuncia filiação ao Movimento Democrático Brasileiro (MDB).    | José Maria Tapajós deixa o Progressistas (PP) e anuncia filiação ao Movimento Democrático Brasileiro (MDB).    | José Maria Tapajós deixa o Progressistas (PP) e anuncia filiação ao Movimento Democrático Brasileiro (MDB).    | José Maria Tapajós deixa o Progressistas (PP) e anuncia filiação ao Movimento Democrático Brasileiro (MDB).    | José Maria Tapajós deixa o Progressistas (PP) e anuncia filiação ao Movimento Democrático Brasileiro (MDB).    | José Maria Tapajós deixa o Progressistas (PP) e anuncia filiação ao Movimento Democrático Brasileiro (MDB).    |    |    |      |   |   |       |        |
| Fonte       | Data(s) conduzidas | Amostragem  | Carmo PT | JK PSDB | Tapajós PP | Guimarães Solidariedade                                                                                        | Rocha MDB | Outros | Abst. Indec.                                                                                                   | Vantagem | Ref. |    |    |      |   |   |       |        |
| Fonte       | Data(s) conduzidas | Amostragem  | | | | | | Outros | Abst. Indec.                                                                                                   | Vantagem | Ref. |    |    |      |   |   |       |        |
| Destak      | 27/Nov-1/Dez/2023  | 720         | 33.1% | 27.2% | 22.2% | 6.3% | – | 5.3% | 6% | 5.9% | [ 51 ] |    |    |      |   |   |       |        |
| Destak      | 27/Nov-1/Dez/2023  | 720         | 35.5% | 28.8% | 23.6% | 6.6% | – | 5.8% | – | 6.7% | [ 51 ] |    |    |      |   |   |       |        |
| Destak      | 27/Nov-1/Dez/2023  | 720         | 35% | 29% | 23% | – | – | 3% | 10% | 6% | [ 51 ] |    |    |      |   |   |       |        |
| Destak      | 27/Nov-1/Dez/2023  | 720         | 36% | 30% | 24% | – | – | – | 10% | 6% | [ 51 ] |    |    |      |   |   |       |        |
| Destak      | 18-19/Set/2023     | 820         | 34% | 23.1% | 21.8% | 4.3% | – | 15.5% | 19.9% | 10.9% | [ 52 ] |    |    |      |   |   |       |        |
| Destak      | 18-19/Set/2023     | 820         | 38.9% | 26.4% | 24.9% | 4% | – | 5.8% | – | 12.5% | [ 52 ] |    |    |      |   |   |       |        |
| Destak      | 18-19/Set/2023     | 820         | 34.3% | 23.9% | 23.4% | – | – | 3.2% | 15.2% | 10.4% | [ 52 ] |    |    |      |   |   |       |        |
| Destak      | 15-16/Mar/2023     | 720         | 34.3% | 25.7% | 22.2% | – | 2.2% | 9,5% | 5% | 8.6% | [ 53 ] |    |    |      |   |   |       |        |
| Destak      | 15-16/Mar/2023     | 720         | 36.2% | 27.1% | 23.3% | – | 2.3% | 9.4% | – | 9.1% | [ 53 ] |    |    |      |   |   |       |        |
| Destak      | 15-16/Mar/2023     | 720         | – | 31.3% | 38.3% | 7.3% | – | 11.1% | 12.2% | 7% | [ 53 ] |    |    |      |   |   |       |        |
| Destak      | 15-16/Mar/2023     | 720         | – | 35.4% | 45.7% | – | 3.4% | 16.4 | – | 10.3% | [ 53 ] |    |    |      |   |   |       |        |
| Destak      | 15-16/Mar/2023     | 720         | – | 32% | 42% | – | 5% | 6% | 15% | 10% | [ 53 ] |    |    |      |   |   |       |        |
| Destak      | 15-16/Mar/2023     | 720         | 28% | 29% | 27% | – | – | 2% | 11% | 1% | [ 53 ] |    |    |      |   |   |       |        |

## Resultados

### Prefeito
| Candidato(a)                                             | Candidato(a)                                             | Vice                                                     | 1º turno 6 de outubro | 1º turno 6 de outubro | 2º turno 27 de outubro | 2º turno 27 de outubro |
| Candidato(a)                                             | Candidato(a)                                             | Vice                                                     | Votação               | Votação               | Votação                | Votação                |
| Candidato(a)                                             | Candidato(a)                                             | Vice                                                     | Total                 | Percentagem           | Total                  | Percentagem            |
| -------------------------------------------------------- | -------------------------------------------------------- | -------------------------------------------------------- | --------------------- | --------------------- | ---------------------- | ---------------------- |
|                                                          | José Maria Tapajós (MDB)                                 | Carlos Martins (PT)                                      | 94.321                | 49,73%                | 92.628                 | 52,00%                 |
|                                                          | Juscelino Kubitschek Campos (PL)                         | Priscilla Noimann (Avante)                               | 79.506                | 41,92%                | 85.516                 | 48,00%                 |
|                                                          | Hugo Diniz (PSDB)                                        | Josiane Silva (PSDB)                                     | 9.270                 | 4,89%                 | Não participaram       | Não participaram       |
|                                                          | Izabel Sales (PSOL)                                      | Mário Figueira (REDE)                                    | 3.874                 | 2,04%                 | Não participaram       | Não participaram       |
|                                                          | Jardel Guimarães (Solidariedade)                         | Valdir Matias Jr. (Solidariedade)                        | 2.687                 | 1,42%                 | Não participaram       | Não participaram       |
| → Total de votos válidos                                 | → Total de votos válidos                                 | → Total de votos válidos                                 | 189.658               | 96,50%                | 178.144                | 97,29%                 |
| → Votos em branco                                        | → Votos em branco                                        | → Votos em branco                                        | 2.768                 | 1,41%                 | 2.046                  | 1,12%                  |
| → Votos nulos                                            | → Votos nulos                                            | → Votos nulos                                            | 4.119                 | 2,10%                 | 2.922                  | 1,60%                  |
| Total                                                    | Total                                                    | Total                                                    | 196.545               | 79,79%                | 183.112                | 74,34%                 |
| Abstenções                                               | Abstenções                                               | Abstenções                                               | 49.781                | 20,21%                | 63.214                 | 25,66%                 |
| Total de inscritos                                       | Total de inscritos                                       | Total de inscritos                                       | 246.326               | 100%                  | 246.326                | 100%                   |
| Relação da população municipal ao total de votos válidos | Relação da população municipal ao total de votos válidos | Relação da população municipal ao total de votos válidos | 357.311               | ~53,08%               | 357.311                | ~49,86%                |
| Relação da população municipal ao total de inscritos     | Relação da população municipal ao total de inscritos     | Relação da população municipal ao total de inscritos     | 357.311               | ~68,94%               | 357.311                | ~68,94%                |

| Partido | Partido       | Candidato | Votos   | Votos (%) |
| ------- | ------------- | --------- | ------- | --------- |
|         | MDB           | Zé Maria  | 94 321  | 49,73%    |
|         | PL            | JK        | 79 506  | 41,92%    |
|         | PSDB          | Hugo      | 9 270   | 4,89%     |
|         | PSOL          | Izabel    | 3 874   | 2,04%     |
|         | Solidariedade | Jardel    | 2 687   | 1,42%     |
| Totais  | Totais        | Totais    | 189 658 |           |
| Fonte:  |               |           |         |           |

| Partido | Partido | Candidato | Votos   | Votos (%) |
| ------- | ------- | --------- | ------- | --------- |
|         | MDB     | Zé Maria  | 92 628  | 52%       |
|         | PL      | JK        | 85 516  | 48%       |
| Totais  | Totais  | Totais    | 178 144 |           |
| Fonte:  |         |           |         |           |

### Composição Câmara Municipal

#### Vereadores Eleitos
MDB: 5
  PP: 3
  UNIÃO: 3
  PSD: 3
  PL: 2
  PRD: 2
  Republicanos: 2
  PSB: 1
  PDT: 1
  PT: 1

| Vereadores           | Partido      | Votação | Percentual | Cidade onde nasceu | Unidade federativa |
| Júnior Tapajós       | MDB          | 5.556   | 2,94%      | Santarém           | Pará               |
| Alexandre Maduro     | MDB          | 5.107   | 2,70%      | Santarém           | Pará               |
| Jandeilson Pereira   | UNIÃO        | 4.977   | 2,63%      | Santarém           | Pará               |
| Renilson Vinte       | PSD          | 3.970   | 2,10%      | Santarém           | Pará               |
| Urias Pingarilho     | MDB          | 3.523   | 1,86%      | Santarém           | Pará               |
| Erlon Rocha          | MDB          | 3.519   | 1,86%      | Manaus             | Amazonas           |
| Erasmo Maia          | UNIÃO        | 3.492   | 1,85%      | Santarém           | Pará               |
| David Paiva          | Republicanos | 3.178   | 1,68%      | Ananindeua         | Pará               |
| Alberto Portela      | UNIÃO        | 3.101   | 1,64%      | Santarém           | Pará               |
| Enfermeira Alba Leal | MDB          | 3.061   | 1,62%      | Santarém           | Pará               |
| Sérgio Pereira       | PP           | 2.704   | 1,43%      | Santarém           | Pará               |
| Enfermeiro Joziel    | PRD          | 2.659   | 1,41%      | Santarém           | Pará               |
| Elielton Lira        | PDT          | 2.607   | 1,38%      | Santarém           | Pará               |
| Elita Beltrão        | Republicanos | 2.570   | 1,36%      | Codajás            | Amazonas           |
| Gerlande Castro      | PP           | 2.371   | 1,25%      | Santarém           | Pará               |
| Alaercio Cardoso     | PSD          | 2.298   | 1,21%      | Santarém           | Pará               |
| Biga                 | PT           | 2.281   | 1,21%      | Santarém           | Pará               |
| Enf Murilo Tolentino | PRD          | 2.184   | 1,15%      | Santarém           | Pará               |
| Andreo Rasera        | PL           | 2.158   | 1,14%      | Santarém           | Pará               |
| Ivanira Figueira     | PSD          | 1.955   | 1,03%      | Santarém           | Pará               |
| Bárbara Matos        | PP           | 1.789   | 0,95%      | Santarém           | Pará               |
| Malaquias            | PL           | 1.591   | 0,84%      | Paim Filho         | Rio Grande do Sul  |
| Mano Dadai           | PSB          | 1.497   | 0,79%      | Santarém           | Pará               |